# Świerzno (gemeente)
De gemeente Świerzno is een landgemeente in woiwodschap West-Pommeren, in powiat Kamieński. Aangrenzende gemeenten:
- Dziwnów, Golczewo en Kamień Pomorski (powiat Kamieński)
- Gryfice, Karnice en Rewal (powiat Gryficki)

De zetel van de gemeente is in het dorp Świerzno.
De gemeente beslaat 13,9% van de totale oppervlakte van de powiat.

## Demografie
Stand op 30 juni 2004:
| Omschrijving                   | Totaal | Totaal | Vrouwen | Vrouwen | Mannen | Mannen |
| ------------------------------ | ------ | ------ | ------- | ------- | ------ | ------ |
| eenheid                        | aantal | %      | aantal  | %       | aantal | %      |
| inwoners                       | 4215   | 100    | 2133    | 50,6    | 2082   | 49,4   |
| bevolkingsdichtheid (inw./km²) | 30,1   | 30,1   | 15,2    | 15,2    | 14,9   | 14,9   |

De gemeente heeft 8,8% van het aantal inwoners van de powiat. In 2002 bedroeg het gemiddelde inkomen per inwoner 1365,67 zł.

## Plaatsen
- Świerzno (Duits Schwirsen, dorp)

Administratieve plaatsen (sołectwo) van de gemeente Świerzno:
- Chomino, Ciesław, Gostyniec, Gostyń, Jatki, Kaleń, Osiecze en Stuchowo.

Overige plaatsen: Będzieszewo, Dąbrowa, Duniewo, Grębice, Kępica, Krzemykowo, Krzepocin, Margowo, Redliny, Rybice, Starza, Sulikowo, Trzebieradz, Ugory.